# Kouritenga
Kouritenga är en provins i Burkina Faso.   Den ligger i regionen Centre-Est, i den centrala delen av landet, 140 km öster om huvudstaden Ouagadougou. Antalet invånare är 280 024.
Följande samhällen finns i Kouritenga:
- Koupéla